# Ilías Móskos
Ilías Móskos, en grec moderne : Ηλίας Μόσκος (1620/1629-1687) est un enseignant, un commerçant maritime et un peintre grec, originaire de Crète. Le nom de famille Móskos est associé à trois peintres célèbres de l'école crétoise vivant à la même époque, ainsi qu'à Ioánnis Móskos (en) et Léos Móskos (en), peut-être des membres de sa famille. Ilías Móskos intègre la maniera greca au style vénitien. Théodore Poulakis et Ilías Móskos ont introduit l'art et le style de la Crète dans l'École de l'Heptanèse des îles Ioniennes. Certaines de ses œuvres ont été inspirées par Ángelos Akotántos (en). Il était également affilié à d'autres artistes tels que  Philótheos Skoúfos (en) et est souvent confondu avec Léos Móskos (en). La peinture la plus populaire d'Ilías Móskos est le Christ pantocrator,,.

## Galerie

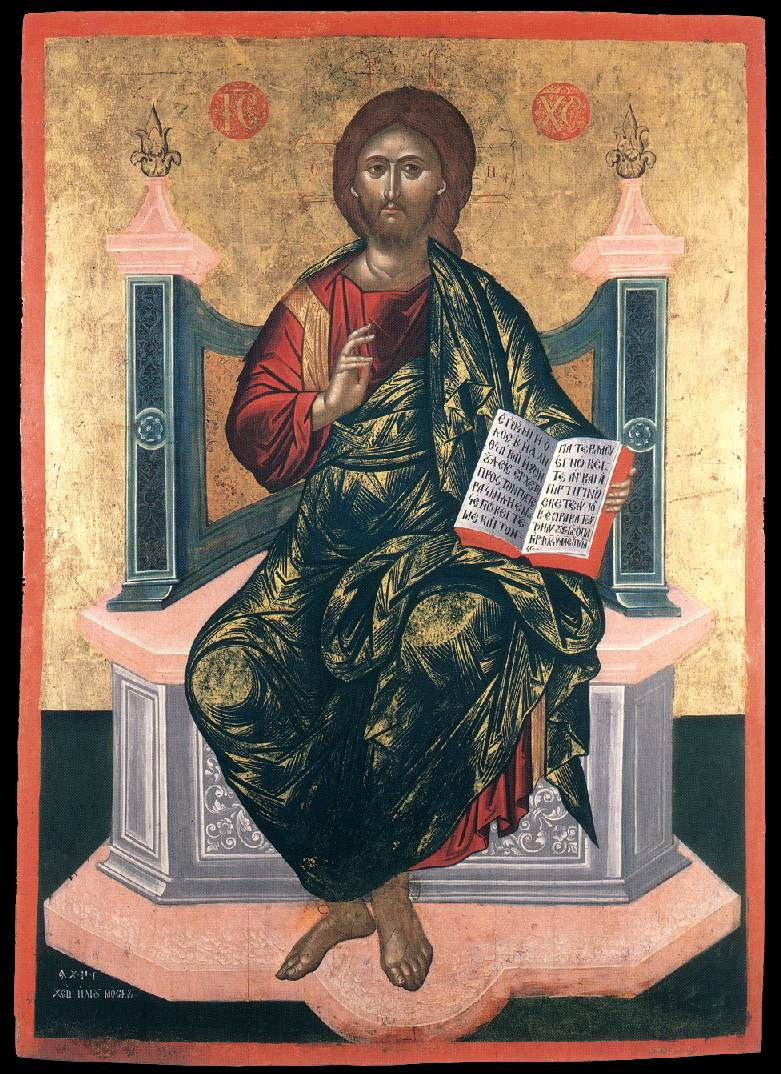
Christ pantocrator
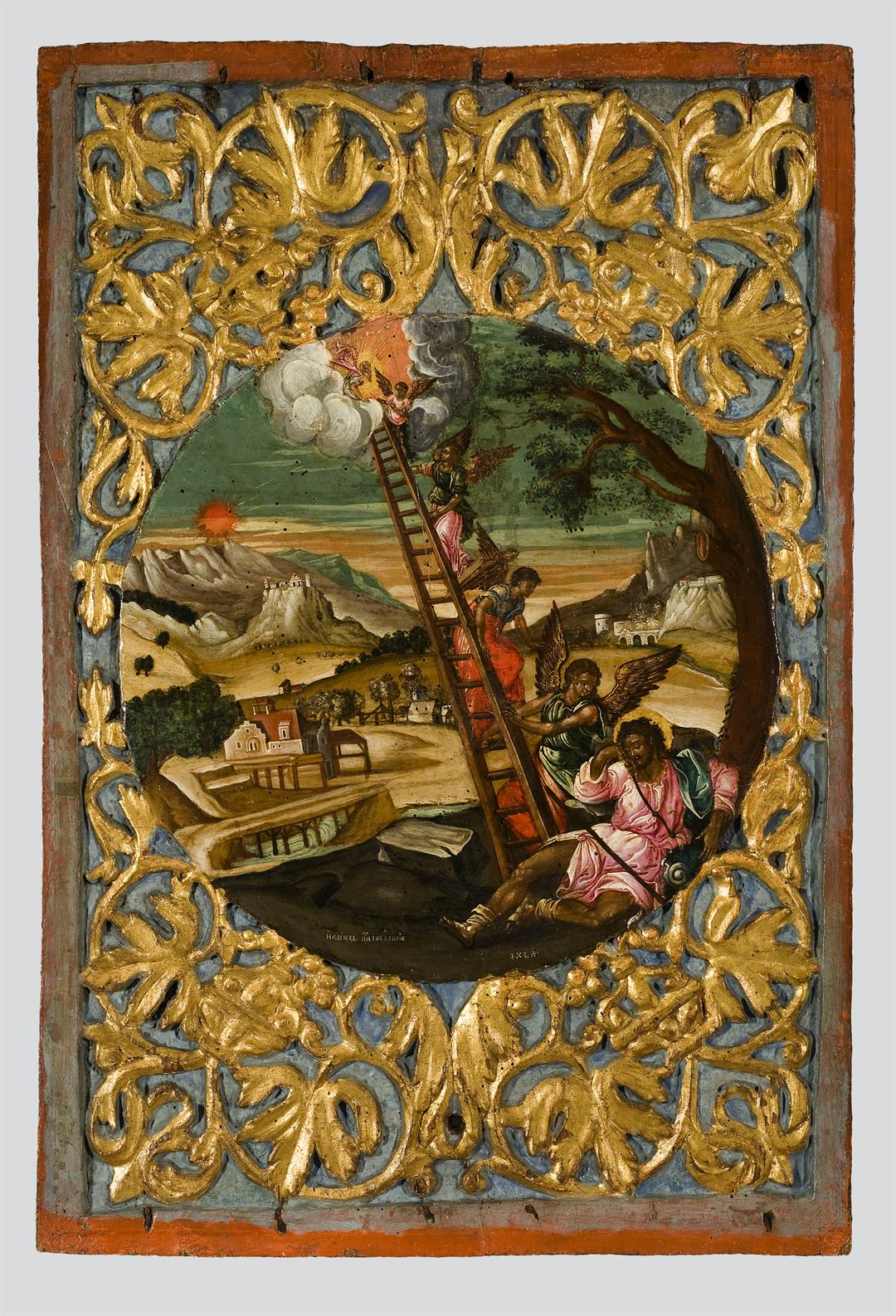
Échelle de Jacob
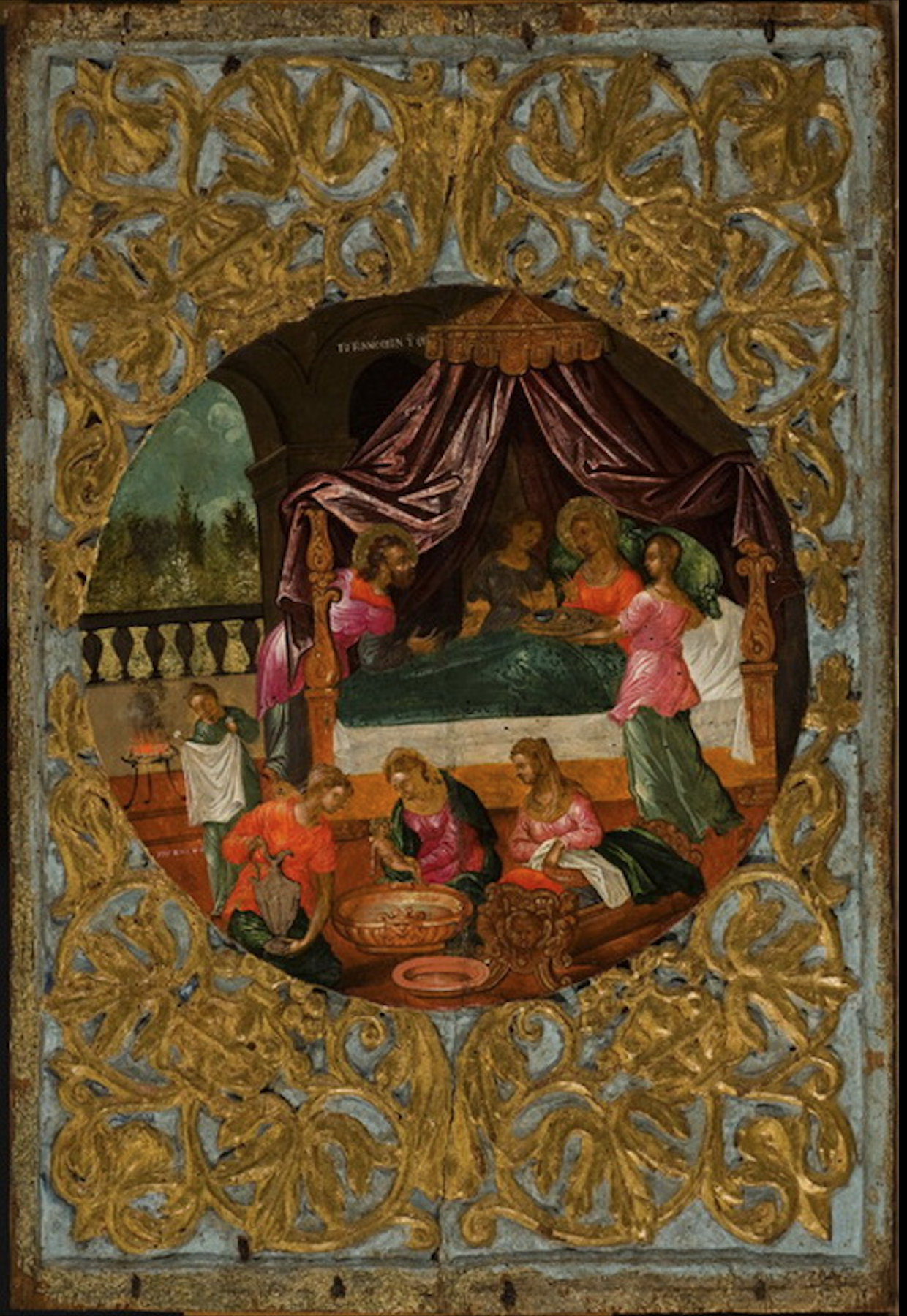
Naissance de la Vierge (1661)
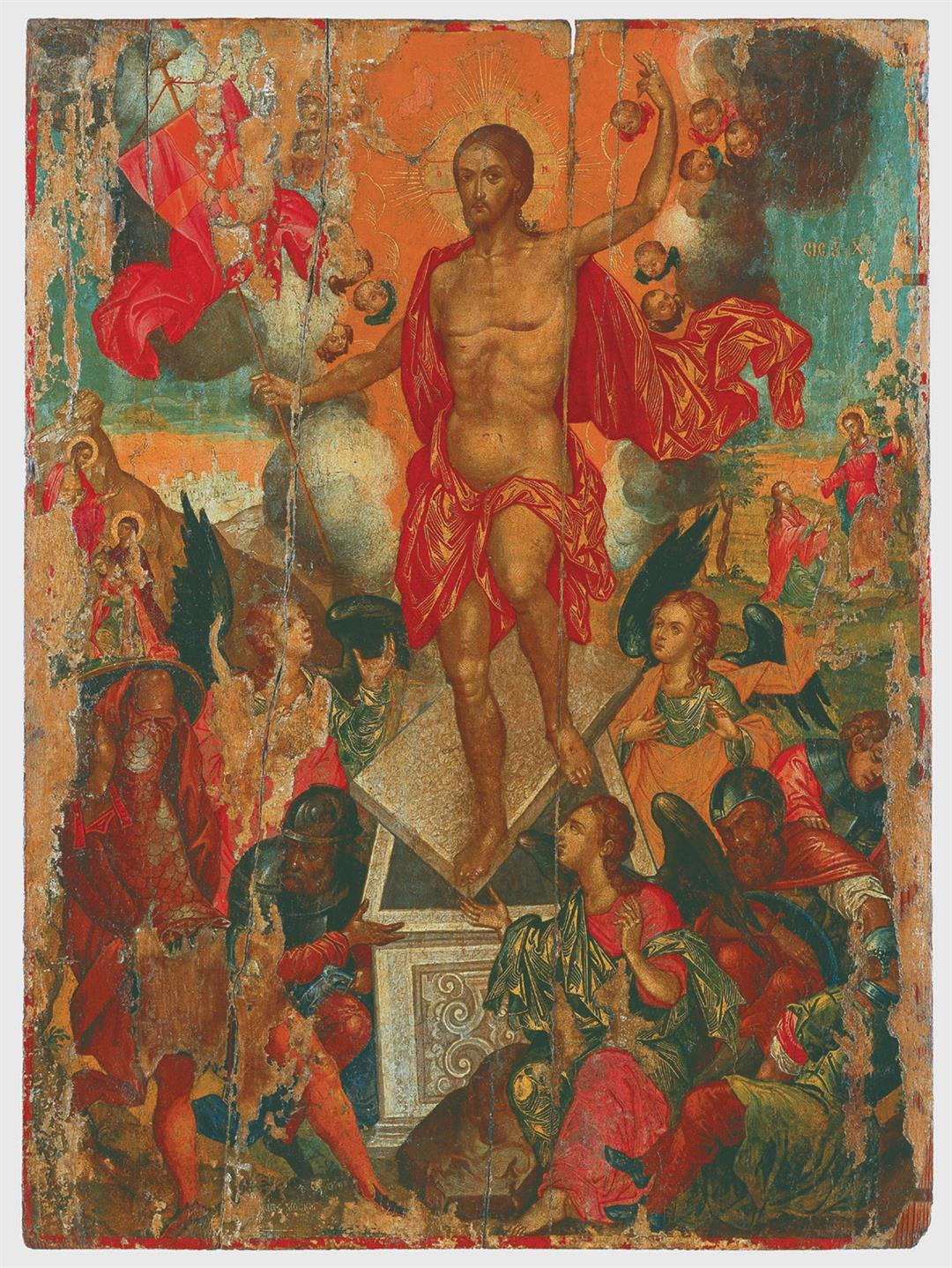
Résurrection (1679)
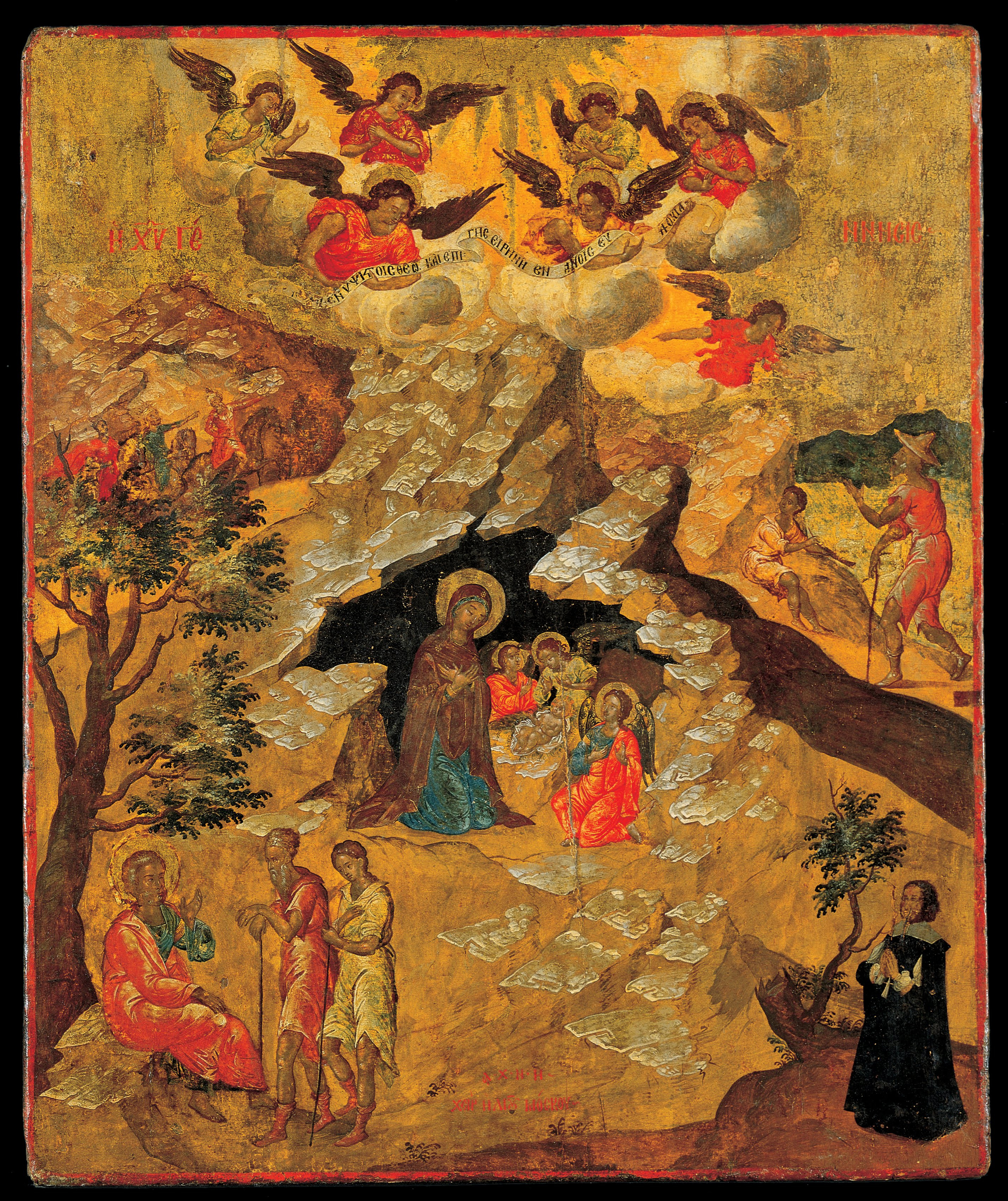
La Nativité
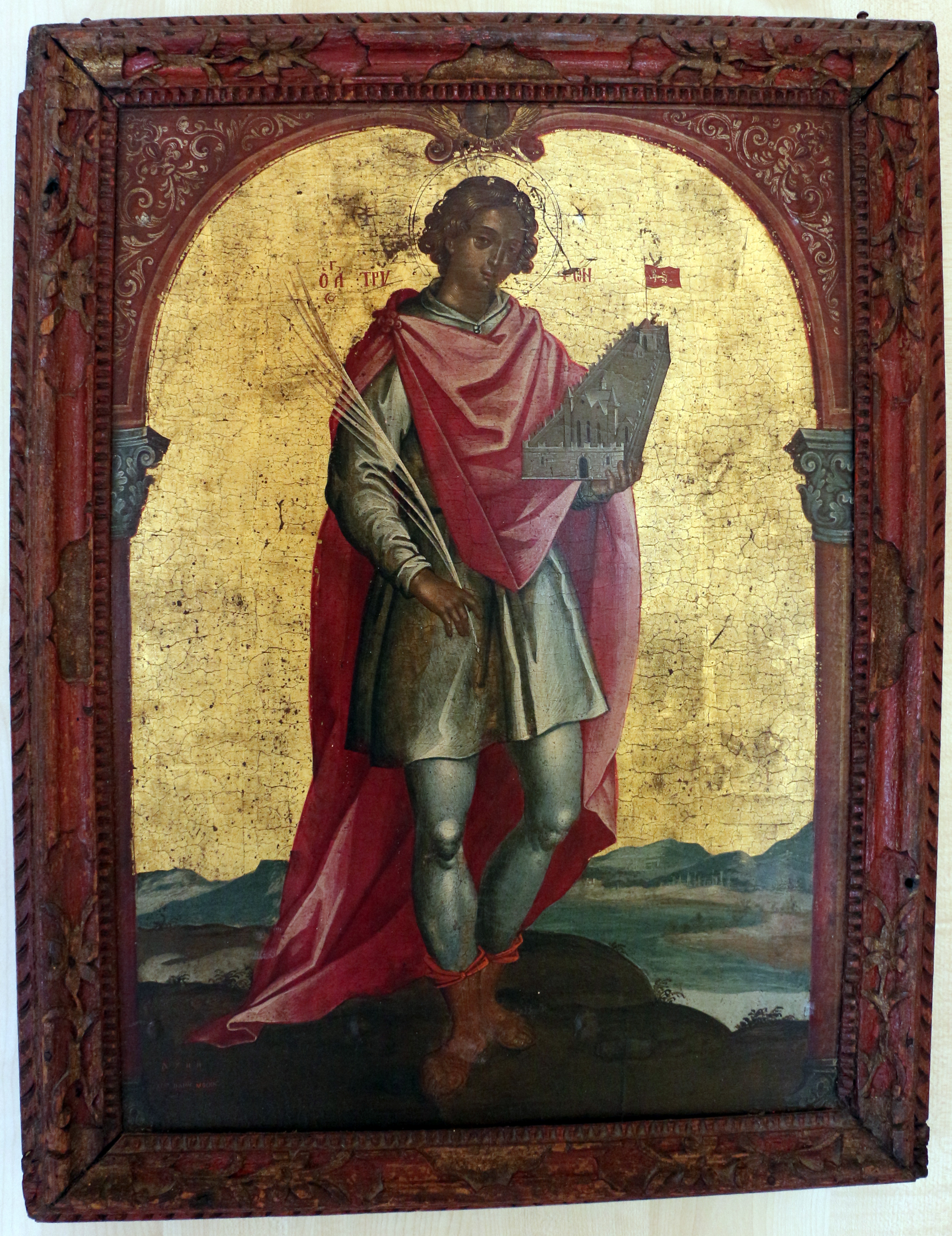
Saint (1658)
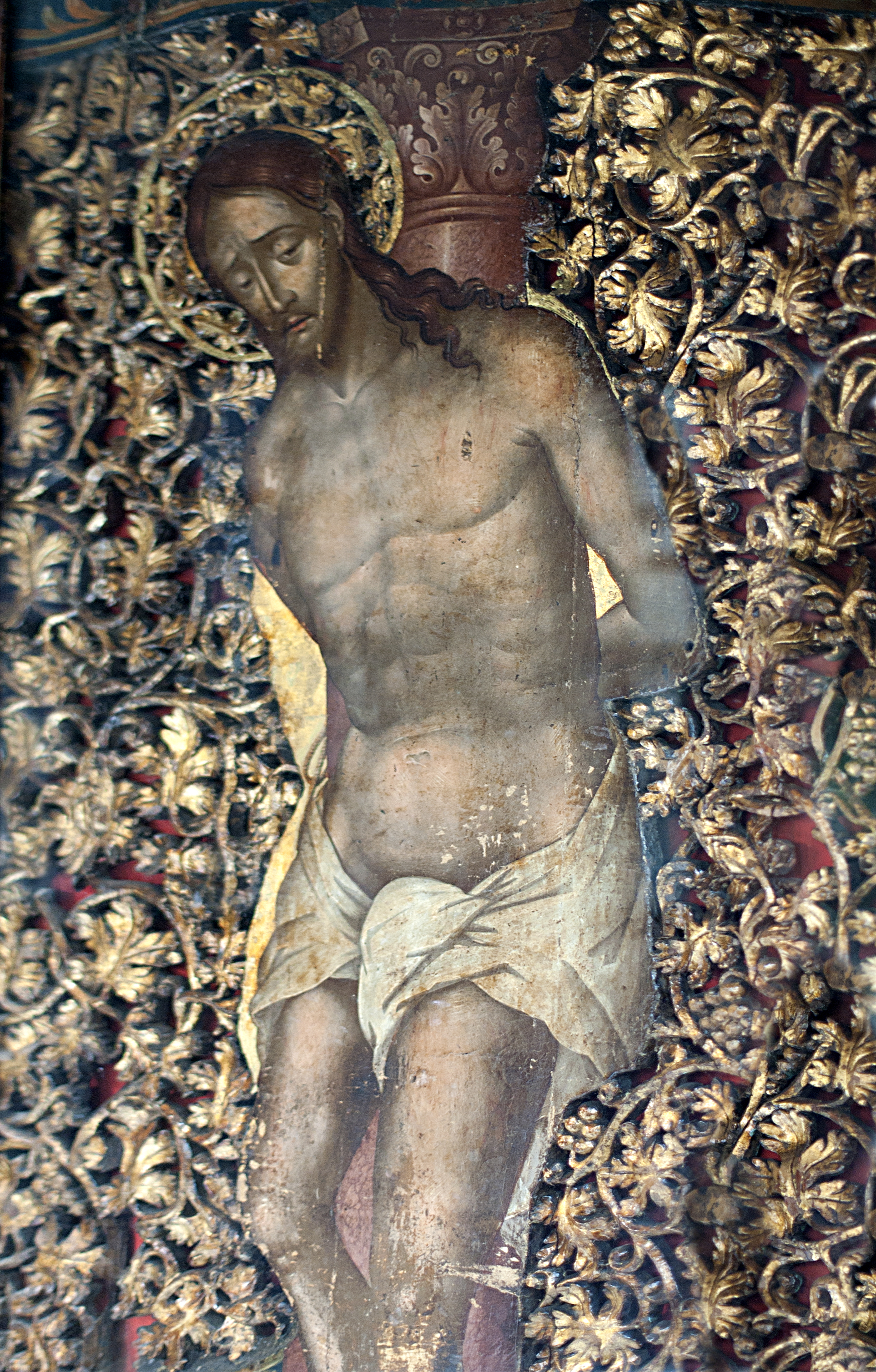
Jésus (1648)
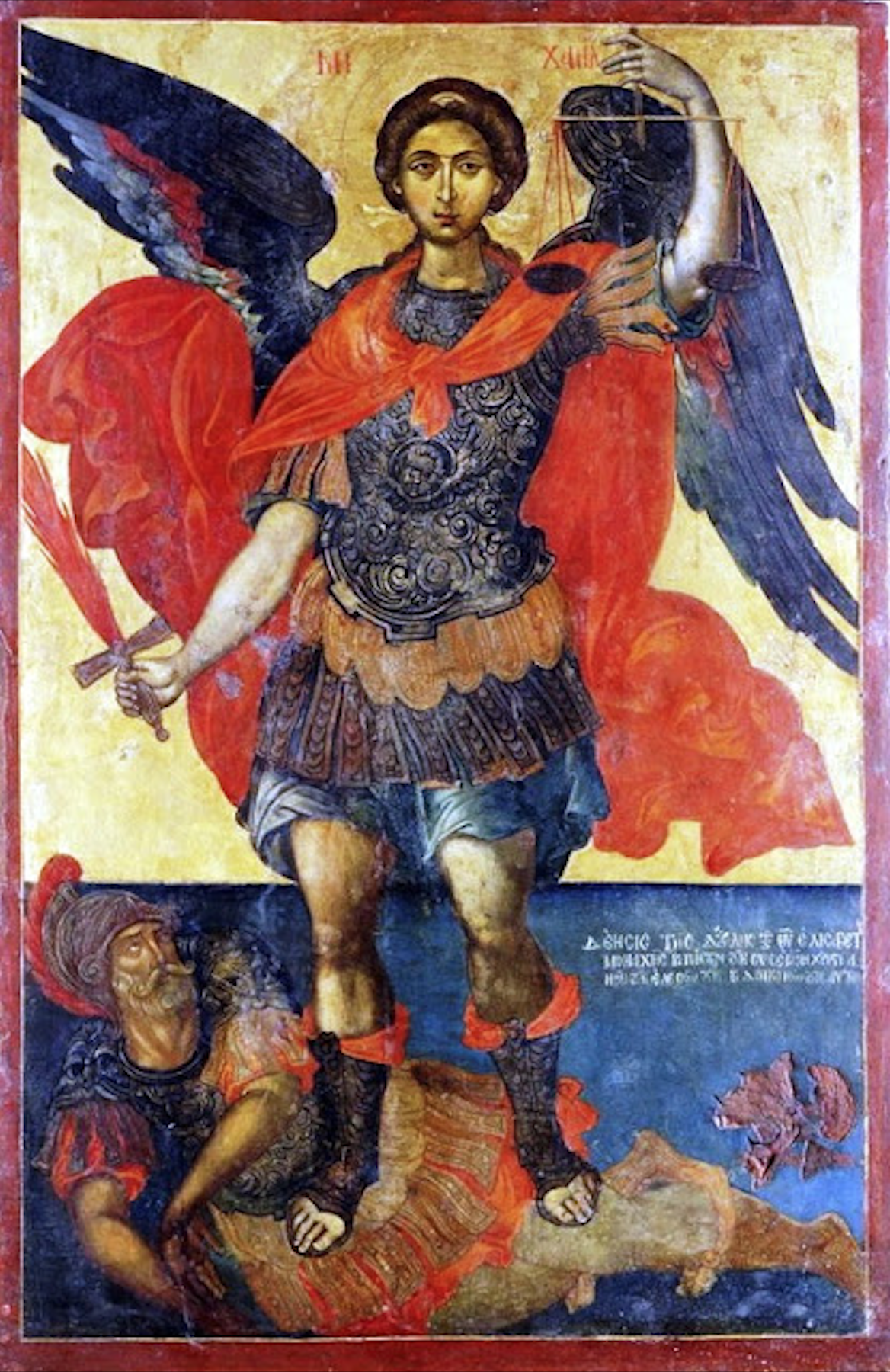
Archange Michel
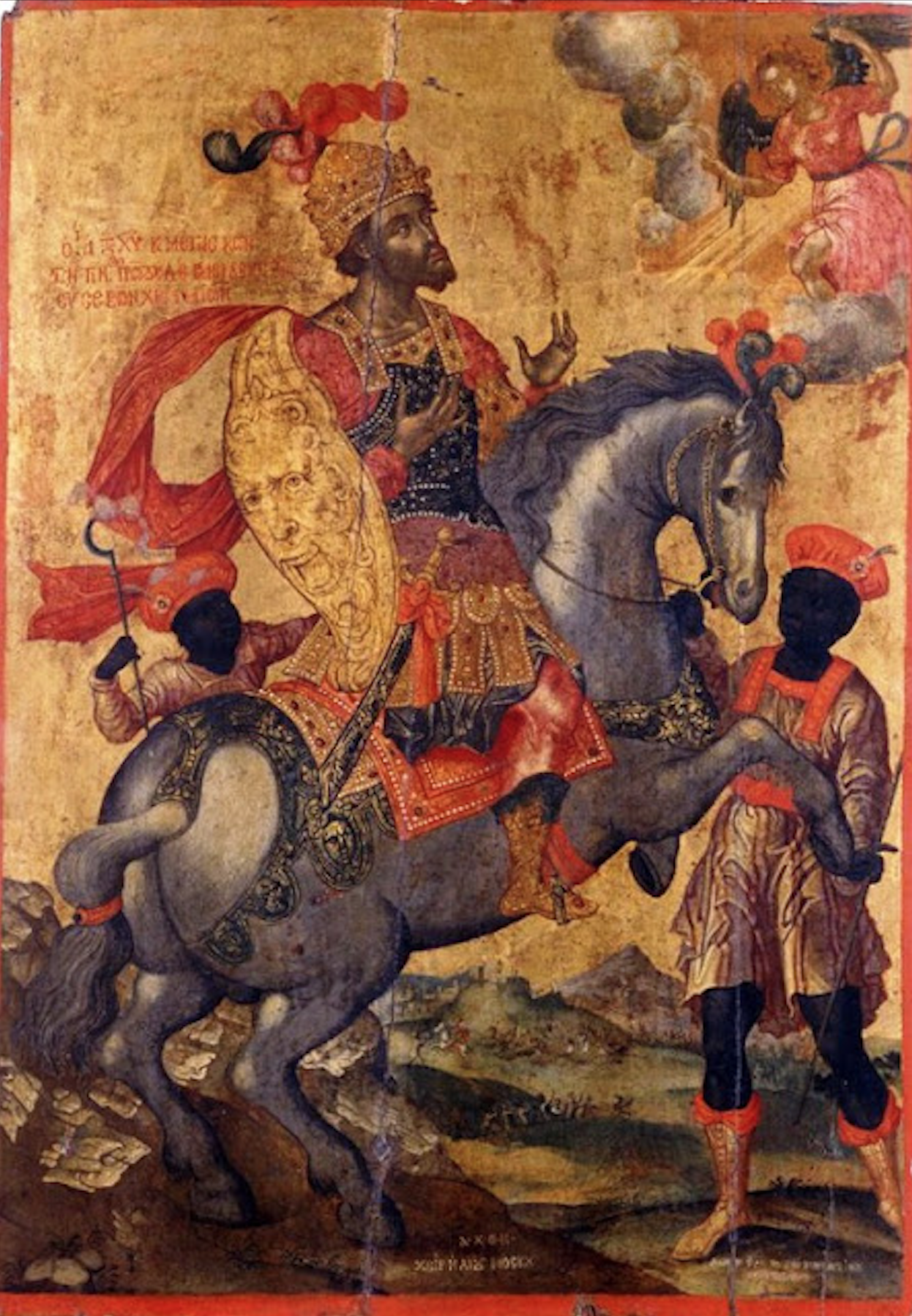
Saint Constantin (1678)
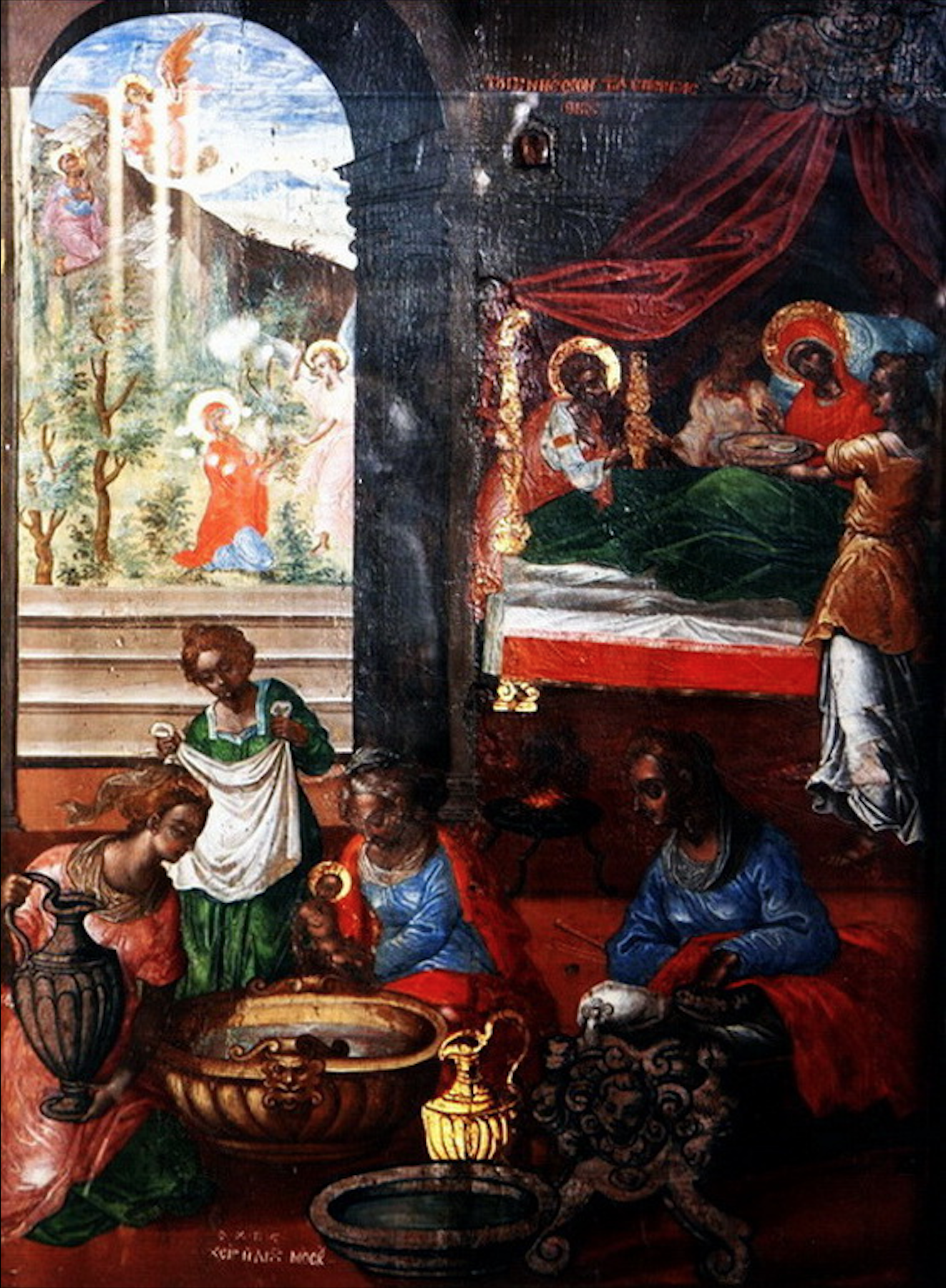
Naissance de la Vierge Marie (1686)